# Kader Mangane
Abdou Kader Mangane (* 23. März 1983 in Thiès) ist ein ehemaliger  senegalesischer Fußballspieler. Er spielte zumeist als Innenverteidiger oder Mittelfeldspieler.

## Karriere

### Vereine
Mangane begann seine Fußballkarriere in seiner Heimatstadt bei US Rail Thiès, wo er bis zum 30. Juni 2001 spielte. Anschließend spielte er etliche Jahre bei Neuchâtel Xamax FC in der Schweiz in der Super League und schoss für diese Mannschaft 14 Tore.
Am 10. August 2008 wechselte Mangane für eine Ablösesumme von 3,3 Millionen Euro nach Frankreich und spielte dort in der Ligue 1 zuerst ein Jahr für RC Lens und dann bis Juli 2013 für Stade Rennes. Hier fügte er seiner Erfolgsbilanz 11 Tore hinzu. Dann kamen in schneller Folge Vereinsstationen in Saudi-Arabien, England und der Türkei, bevor er ab 20. Juli 2015 wieder in Frankreich spielte, erst ein Jahr für Gazélec FC Ajaccio und dann bis zum Karriereende am 30. Juni 2018 bei Racing Straßburg.

### Nationalmannschaft
Am 10. Oktober 2003 gab Mangane sein Debüt für die Senegalesische Fußballnationalmannschaft bei einem Freundschaftsspiel gegen Ägypten. Sein letztes Spiel hatte er am 8. September 2012 im Stade Léopold Sédar Senghor gegen die Elfenbeinküste im Rahmen der Qualifikationsrunde zum Afrika-Cup 2013. Er schoss in 23 FIFA-Spielen ein Tor und war auch an einem Nicht-FIFA-Spiel beteiligt.

### Sonstiges
Seit seinem Karriereende 2018 arbeitet Mangane als Sportkoordinator bei Racing Straßburg.